# Paper de pagaments a l'Estat

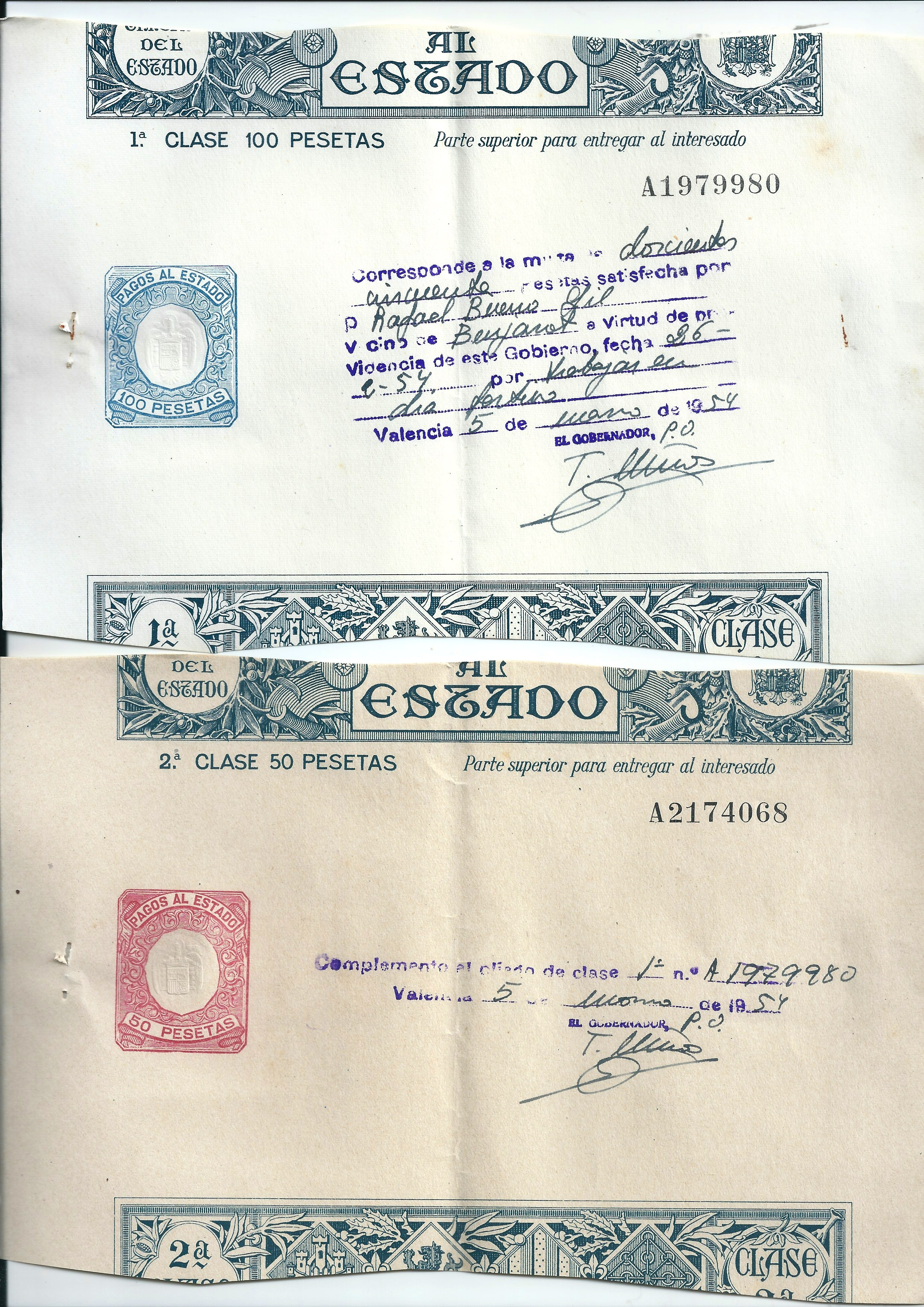
Parts inferiors de paper de pagaments a l'Estat utilitzades per pagar una multa el 1954

El paper de pagaments a l'Estat és, a Espanya, un tipus de paper timbrat emès per Hisenda, per a fer pagaments a l'Estat. Dins la regulació administrativa espanyola, per paper de pagaments, s'entén el full timbrat que expèn la el tresor públic per a fer pagaments a l'administració de l'Estat. Consta de dues meitats: el valor, el número i la classe es repeteixen a la part superior, que s'uneix a l'expedient respectiu, i la part inferior, que es torna a l'interessat com a comprovant. La fabricació física és a càrrec de la Fàbrica Nacional de Moneda i Timbre.
Els articles 116 i 117 del Reglament de l'Impost sobre Transmissions Patrimonials i Actes Jurídics Documentats, aprovat pel Reial decret 828/1995, de 29 de maig («Boletín Oficial del Estado» de 22 de juny), estableixen que les qüestions referents a l'elaboració i bescanvi dels efectes timbrats han de regular-se mitjançant Ordre del Ministre d'Hisenda.